# الی فلچر
الی فلچر (انگلیسی: Eli Fletcher; ۱۵ دسامبر ۱۸۸۷ – ۶ اوت ۱۹۵۴) بازیکن فوتبال اهل بریتانیا بود.
از باشگاه‌هایی که در آن بازی کرده‌است می‌توان به باشگاه فوتبال منچستر سیتی اشاره کرد.